# شغب سجن يار
شغب سجن يار في 20 أغسطس 2012 قام سجناء مسلحون في مجمع سجن يار الأول وهو سجن مكتظ في ولاية ميراندا بالقرب من كاراكاس فنزويلا، بأعمال شغب وأسفر تبادل لإطلاق النار بين مجموعتين عن مقتل 25 شخصًا أحدهم زائر، ومن بين الجرحى 29 نزيلا و14 زائرًا.

## خلفية
نظام السجون في فنزويلا مكتظ للغاية، تستوعب منشآتها 14.000 سجين فقط، ومع ذلك فهي تأوي أكثر من 50.000 نزيل. يموت أكثر من 300 سجين كل عام، وليس كل هذا بسبب الاكتظاظ. يتمتع السجناء بسهولة الوصول إلى المدافع الرشاشة والقنابل اليدوية والمخدرات. وفقًا لمرصد السجون الفنزويلي في النصف الأول من عام 2012 خلفت الاشتباكات بين عصابات السجون 304 قتيلًا، بزيادة قدرها 15٪ عن الفترة نفسها من العام الماضي.
في أعقاب أعمال الشغب التي اندلعت في 2011 في سجني إل روديو 1 وإل روديو 2 حيث قُتل عشرات السجناء على التوالي، أعلن الرئيس هوغو شافيز عن برنامج للحد من العنف والاكتظاظ في أنظمة السجون في فنزويلا.
مع الانتخابات الرئاسية المقبلة كانت فوضى السجون في فنزويلا قضية حساسة سياسياً لرئيس فنزويلا. ألقى شافيز باللوم على الأنظمة السابقة قبل توليه منصبه في عام 1999 للمشاكل الحالية في نظام السجون الفنزويلي، بينما صرح زعيم المعارضة هنريك كابريليس رادونسكي على تويتر بعد أعمال الشغب في السجن أن إدارة شافيز كانت غافلة عن الإصلاحات.
وقعت أكثر مذبحة السجون دموية في تاريخ فنزويلا في عام 1994 في سجن ماراكايبو الوطني حيث تم حرق حوالي 130 سجينًا حتى الموت أو ذبحوا بالمناجل خلال قتال بين العصابات وخلاف عرقي.

## الحادثة
داخل مجمع سجن يار الأول بالقرب من كاراكاس في 20 أغسطس 2012 أدى اشتباك بين عصابتي السجن إلى مقتل 25 شخصًا وجرح 43 آخرين. بدأ الشجار بعد إطلاق عيار ناري خلال نقاش بين قادة عصابة الفصيلين، رغم أن الرصاصة لم تصب أحداً. استمرت المعركة النارية بين العصابتين المتنافستين للسيطرة على السجن لأكثر من أربع ساعات، ليصل عدد القتلى إلى أكثر من 500 منذ أن نفذت حكومة فنزويلا وزارة السجون لإصلاح نظام السجون في البلاد منذ يوليو 2011. كانت حوالي 980 امرأة في رحلة زيارة في السجن عندما وقعت أعمال الشغب، وقرر بعض الأقارب البقاء في الداخل لأنهم كانوا خائفين من رد فعل قوات الأمن خارج السجن.
أشارت تقارير إعلامية محلية إلى أن التوتر داخل السجن ربما بدأ بعد نقل العديد من السجناء إلى يار الأول من سجن لا بلانتا، وهو سجن مكتظ بالقرب من كاراكاس تم إغلاقه بعد سلسلة من الحوادث العنيفة في مايو 2012.
يعتقد خبراء أمنيون أن نظام السجون في فنزويلا لا يزال «مرجلًا للعنف» لأن عصابات السجون تحكم المنشآت، ولديها وصول سهل إلى الأسلحة، وقوية للغاية بالنسبة لسلطات السجون الفاسدة وغير الفعالة.

## التفاعلات
ردت وزيرة السجون الفنزويلية إيريس فاريلا على الحدث قائلة «سنجعلهم يردون على هذا».
غرد زعيم المعارضة والمرشح الرئاسي هنريكي كابريليس «إن التحول في نظام السجون الفنزويلي هو كذبة كبيرة أخرى أخبرتنا بها هذه الحكومة، كم عدد الذين سيموتون؟»